# Acalolepta biocellata
Acalolepta biocellata là một loài bọ cánh cứng trong họ Cerambycidae.